# هيئة متاحف قطر

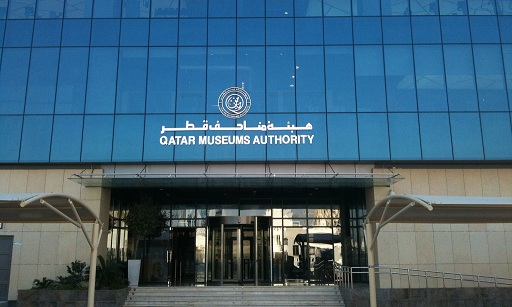
مبنى هيئة متاحف قطر

تعمل هيئة متاحف قطر كصلة وصل بين المتاحف والمؤسسات الثقافية والمواقع التراثية في قطر، كما أنها توفر الظروف المواتية لها لكي تزدهر وتتطور. وتعنى هيئة متاحف قطر أيضاً بمركزة الموارد وتوفير تنظيم شامل لعملية تطوير المتاحف والمشاريع الثقافية مع طموح طويل الأمد لتحقيق بنية تحتية ثقافية قوية ومستدامة في قطر.
تحت رعاية الشيخ تميم بن حمد بن خليفة آل ثاني، أمير دولة قطر، وبإدارة الشيخة المياسة بنت حمد بن خليفة آل ثاني، رئيس مجلس أمناء هيئة متاحف قطر، تقوم الهيئة بتوحيد الجهود التي تبذلها قطر لكي تصبح مركزاً حيويّاً للفنون والثقافة والتعليم في الشرق الأوسط والعالم.
منذ تأسيسها عام 2005، أشرفت هيئة متاحف قطر على تطوير عدد من المتاحف منها متحف الفن الإسلامي ومتحف: المتحف العربي للفن لحديث. كما تضم المشاريع المستقبلية التي تعمل الهيئة على تنفيذها مركز زوار الموقع التراثي العالمي «الزبارة» والذي من المقرر أن يفتح أبوابه أمام الزوارعام 2013، بالإضافة إلى افتتاح متحف قطر الوطني الذي طال انتظاره وذلك عام 2016. وبالإضافة إلى متحف الفن الإسلامي ومتحف ، تشرف هيئة متاحف قطر على حديقة متحف الفن الإسلامي، جاليري هيئة متاحف قطر في كتارا، قاعة الرواق الدوحة للمعارض الفنية والعديد من مشاريع الآثار في قطر.
وبجهود من القائمين على هيئة متاحف قطر، انضمت مؤخراً مدينة الزبارة الأثرية، وهي أحد أهم المواقع الأثرية المحمية، التي كانت تمثل أكبر مدن الخليج العربي التقليدية لصيد وتجارة اللؤلؤ في الفترة الممتدة ما بين القرنين الثامن عشر والتاسع عشر، إلى قائمة اليونسكو لمواقع التراث العالمية، وذلك ضمن الجلسة السابعة والثلاثين من اجتماع لجنة التراث العالمي والذي أقيم في مملكة كمبوديا. ويعد هذا أول إدراج واعتراف لموقع أثري قطري في سجل دولي، كما يصنّف الموقع الآن أحد أهم المواقع التراثية والطبيعية المدرجة عالمياً والتي يبلغ عددها 911 موقعاً.

## الرؤية
أن تصبح هيئة متاحف قطر من رواد عالم المتاحف والفنون والتراث.

## الرسالة
تهدف هيئة متاحف قطرإلى تطوير وتعزيز ودعم المتاحف والفنون والتراث حسب أعلى المعايير العالمية من أجل تثقيف المجتمعات في قطر والخارج وإشراكها في حوارات ثقافية وبرامج تعليمية تبني الجسور بين الأمم. كما تسعى الهيئة إلى تنمية وعرض مقتنيات ذات مستوى عالمي في مباني معمارية من الطراز العالمي واستكشاف وحماية وتعزيز المواقع الأثرية والتراثية وافساح الطريق للفنانين والمبدعين للتعبير عن أنفسهم.

## الإدارة
يشرف على إدارة هيئة متاحف قطر رئيس مجلس الأمناء الشيخة المياسة بنت حمد بن خليفة آل ثاني، ابنة الشيخ حمد بن خليفة آل ثاني وأخت الأمير القطري الشيخ تميم بن حمد بن خليفة آل ثاني.
وفي سبتمبر 2011، تم تعيين السيد إدوارد دولمان، الرئيس التنفيذي السابق لدار كريستيز العالمية للمزادات، في منصب مدير تنفيذي لمكتب الشيخة المياسة بنت حمد آل ثاني. من ثم عيّن في نوفمبر في منصب رئيس تنفيذي بالوكالة لهيئة متاحف قطر.

### مجلس الأمناء
يضم مجلس أمناء هيئة متاحف قطر الأسماء التالية:
الشيخ حسن بن محمد آل ثاني، نائب رئيس مجلس الأمناء
عبد الله بن حمد العطية، عضو مجلس
عبد الله بن خليفة العطية، عضو مجلس
الشيخ عبد الرحمن بن سعود آل ثاني، عضو مجلس
الدكتور محمد عبد الرحيم كافود، عضو مجلس
دومينيك دو فيلبان، عضو مجلس ورئيس مجلس وزراء فرنسا سابقاً
ماري جوزيه كرافيز، عضو مجلس وعالمة اقتصاد متخصصة
منصور الخاطر، عضو مجلس.

## وصلات خارجية
- حساب متاحف قطر على تويتر
- الموقع الرسمي